# Ted Poe
Lloyd Theodore "Ted" Poe, född 10 september 1948 i Temple, Texas, är en amerikansk republikansk politiker. Han representerade delstaten Texas andra distrikt i USA:s representanthus 2005–2019.
Poe avlade 1970 grundexamen vid Abilene Christian College i Abilene, Texas och 1973 juristexamen vid University of Houston. Han arbetade som åklagare och domare i Harris County, Texas innan han blev politiker.
Poe besegrade demokraten Nick Lampson i kongressvalet 2004.